# Капитолийские фасты
Капитолийские фасты (лат. Fasti Capitolini) — мраморные плиты с перечнем консулов, диктаторов, цензоров и триумфаторов Римской республики и начального периода Римской империи. Они сохранились не полностью, но всё же являются одним из важнейших источников по истории Древнего Рима.
Капитолийские фасты состоят из двух списков, в которых есть лакуны. Это Консульские фасты (перечень консулов, диктаторов и цензоров с 483 года до н. э. по 13 год н. э.) и Триумфальные фасты (перечень полководцев, которые получили триумф в период до 19 года до н. э.) Эти перечни были составлены в эпоху Октавиана Августа. В связи с этим советский антиковед Сергей Ковалёв констатирует, что фасты, являясь важным источником, всё же «ценности настоящего документа не имеют».
Фасты были обнаружены в 1547 году на Римском форуме. Они хранятся в Капитолийских музеях.